# 莱昂·普莱费尔
莱昂·普莱费尔，第一代普萊費爾男爵，GCB，PC，FRS，（英語：Lyon Playfair, 1st Baron Playfair，1818年5月1日 - 1898年5月29日），英国科学家、政治家。

## 生平
普莱费尔出生于英屬印度孟加拉丘納爾，曾前后在圣安德鲁斯大学、安德森学院和爱丁堡大学学习。在1837年去过加尔各答之后，普莱费尔成为伦敦大学学院托马斯·格雷姆的私人实验室助理，之后又在1839年前往吉森大学尤斯图斯·冯·李比希手下工作。
返回英国后，普莱费尔成为克利瑟罗附近一家印花布工厂的经理。1843年，普莱费尔被任命为皇家曼彻斯特学院的化学教授，助手罗伯特·安格斯·史密斯。1848年，他入选英国皇家学会，两年后又成为万国工业博览会执行委员会成员。
1853年，普莱费尔被任命为英国科学大臣，在职期间他一直鼓吹在克里米亚战争中使用毒气杀害俄罗斯人。1855年，普莱费尔成为世界博览会委员。两年后，普莱费尔担任伦敦化学学会会长。1858年，他回到爱丁堡大学并担任化学教授。
1868年，普莱费尔当选英国自由党下议院议员并于1873年担任威廉·格萊斯頓内阁的邮政大臣。1880年，自由党重新执政，普莱费尔被任命为英国下议院代理议长。1885年他担任不列顛科學協會主席，次年又成为英国枢密院委员会负责教育的副主席。1889年，普莱费尔成为康沃尔公国委员会成员。
1892年，普莱费尔从下议院退出并在1892年封为“普莱费尔男爵”，1898年死於倫敦南肯辛顿。

## 外部連結
维基共享资源上的相關多媒體資源：莱昂·普莱费尔
| 前任： 威廉·蒙塞尔 | 英国邮政大臣 1873年-1874年 | 繼任： 约翰·曼纳斯          |
| 前任： 首任        | 普莱费尔男爵 1892年-1898年 | 繼任： 乔治·詹姆斯·普莱费尔 |